# Pitharatus junghuhni
Pitharatus junghuhni Simon, 1895 è un genere di ragni appartenente alla famiglia Araneidae.

## Distribuzione
La specie è stata rinvenuta in Malaysia, Giava e Celebes.

## Tassonomia
Dal 1895 non sono stati esaminati altri esemplari, né sono state descritte sottospecie al 2013.